# Vodka

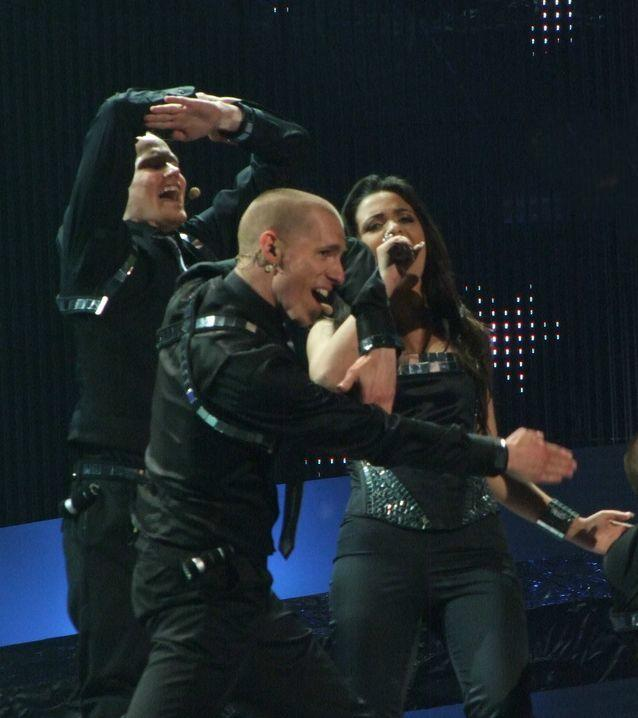

Vodka (перевод с англ. — «Водка») — песня, с которой 22 мая 2008 года певица Морена представила Мальту на международном конкурсе песен «Евровидение 2008». Авторы песни: Джерард Джеймс Борг и Филипп Велла. Песня заняла 14 место с 38 баллами во втором полуфинале конкурса и не вышла в финал.
В интервью перед конкурсом Морена рассказала, что водку ни разу не пробовала и в принципе почти никогда не употребляет алкоголь.